# Keri Collins
Keri Collins est un réalisateur, scénariste et producteur gallois né le 30 septembre 1978 à Pontypool au Pays de Galles. 

## Filmographie

### comme réalisateur
- 2005 : A Day Out with Gwyn
- 2007 : The Making of 'The Feral Generation'
- 2009 : Mummy's Girl

### comme producteur
- 2005 : A Day Out with Gwyn
- 2007 : The Making of 'The Feral Generation'

### comme scénariste
- 2005 : A Day Out with Gwyn
- 2009 : Mummy's Girl
- 2009 : Ctrl-Alt-Delete (TV)